# マリア・ソーレ・フェリエリ・カプティ
マリア・ソーレ・フェリエリ・カプティ（イタリア語: Maria Sole Ferrieri Caputi、1990年11月20日 - ）は、イタリアのサッカー審判員。2023年からFIFA選出の国際審判員となっている。

## 来歴
イタリアのリヴォルノでプーリア出身の両親のもとに生まれた彼女は、父親が同都市のスタディオ・アルマンド・ピッキに連れて行ってくれたことがサッカーへの愛の始まりであり、学校の出口でチラシを見て審判になろうと決心したことを明かした。
彼女はピサ大学で政治学と国際関係学の学士号を取得し、フィレンツェ大学でも社会学の修士号を取得。加えて、アダプト財団 (労働法と労使関係に関する国際比較研究協会) の研究者でもあり、ベルガモ大学の博士候補者でもある。
2015年よりセリエDの試合で5年間主審を務める。 
2020年、セリエCに昇格し12月のアウローラ・プロ・パトリア対プロ・セスト戦の試合で同リーグデビューを果たす。 
2021年10月、チッタデッラ対S.P.A.L.戦の試合でセリエBデビューを果たす。
2022年7月、女性審判員として初めてセリエA（イタリア男子サッカーの1部リーグ）の審判員を務めることが決定し、9月28日、サッスオーロ対サレルニターナ戦の主審を務めた。
2023年1月、FIFAより「2023 FIFA女子ワールドカップ オーストラリア／ニュージーランド大会」を担当する審判団メンバーに初めて選出。
3月25日、ドイツ対ペルーの親善試合で主審を務め、男子サッカーの国際試合で主審を務めた初のイタリア人女性となった。
7月26日、2023 FIFA女子ワールドカップ・グループC 第2節日本対コスタリカ戦において同大会初となる主審を務め、他にはグループH 第3節モロッコ対コロンビア戦の主審を担当した。